# Павленки (Харків)
Павленки́ — місцевість Харкова, колишнє село Харківського району, підпорядковувалося Пономаренківській сільській раді. Населення становить 151 особу.

## Географічне розташування
Місцевість Харкова Павленки знаходиться на березі невеликої річки Жихорець, вище за течією примикає місцевість Горбані, нижче за течією на відстані 1 км розташована місцевість Федірці.

## Історія
6 вересня 2012 року Верховна Рада України прийняла постанову «Про зміну і встановлення меж міста Харків, Дергачівського і Харківського районів Харківської області», згідно з якою територія села була включена в межі міста Харкова.
5 березня 2013 року рішенням Харківської обласної ради виключене з облікових даних.